# Старая Кенка
Ста́рая Ке́нка — река в Завьяловском районе Удмуртии, левый приток реки Иж.
Длина реки — 13 км. Протекает по территории сельского поселения Каменское к югу от Ижевска. Общее направление течения — западное. Впадает в Иж чуть ниже моста на южном участке Ижевской кольцевой автодороги, на высоте 85 м над уровнем моря. Основной приток — Шашур, впадает в среднем течении напротив деревни Каменное.
На берегах реки находятся деревни Каменное, Сизево и дачные посёлки. У деревни Каменное реку пересекает автодорога Ижевск — Сарапул — Уфа.

## Данные водного реестра
По данным государственного водного реестра России относится к Камскому бассейновому округу, водохозяйственный участок реки — Иж от истока и до устья, речной подбассейн реки — бассейны притоков Камы до впадения Белой. Речной бассейн реки — Кама.
Код водного объекта в государственном водном реестре — 10010101212111100027156.

## Галерея

Пруд и плотина в районе Каменского
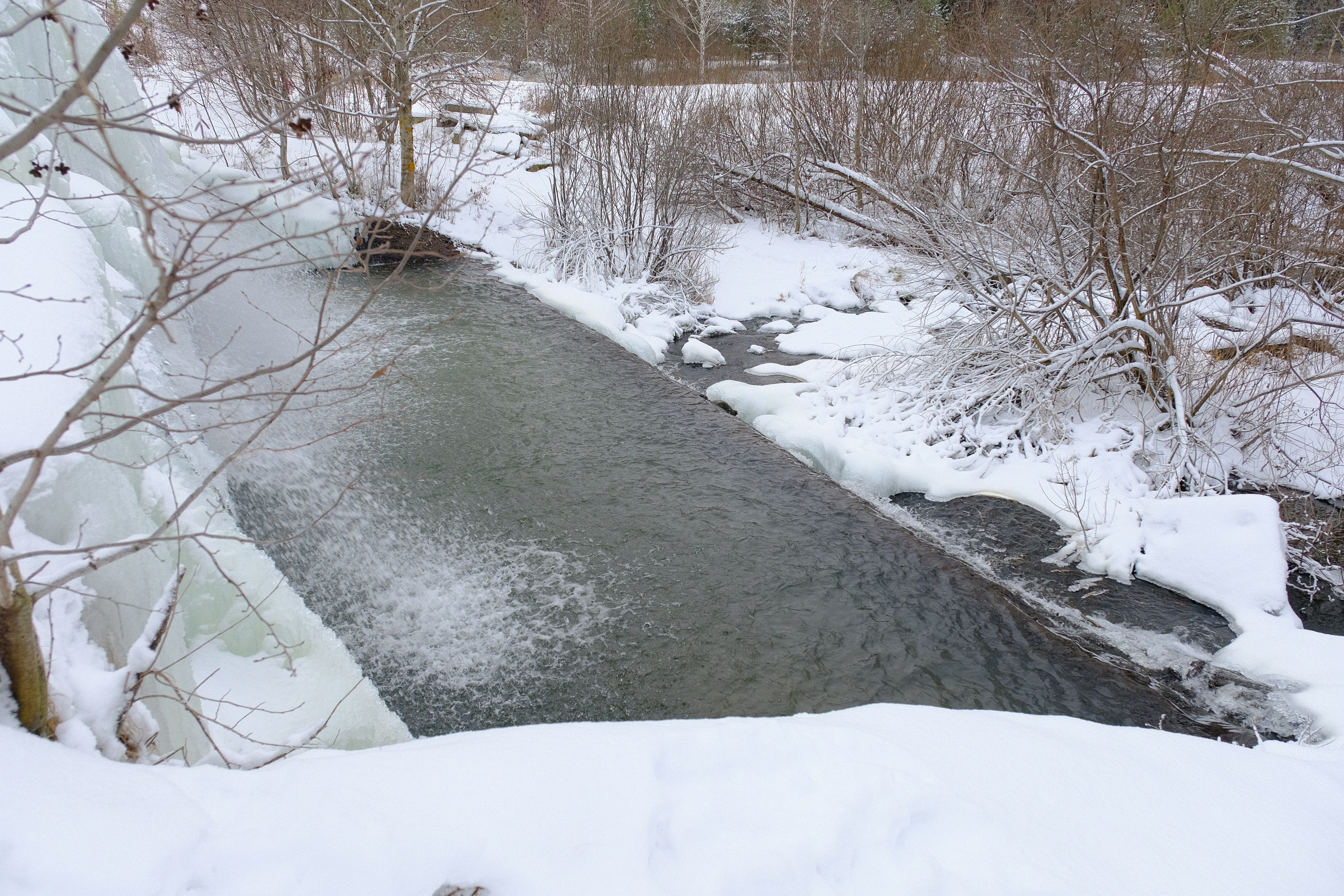
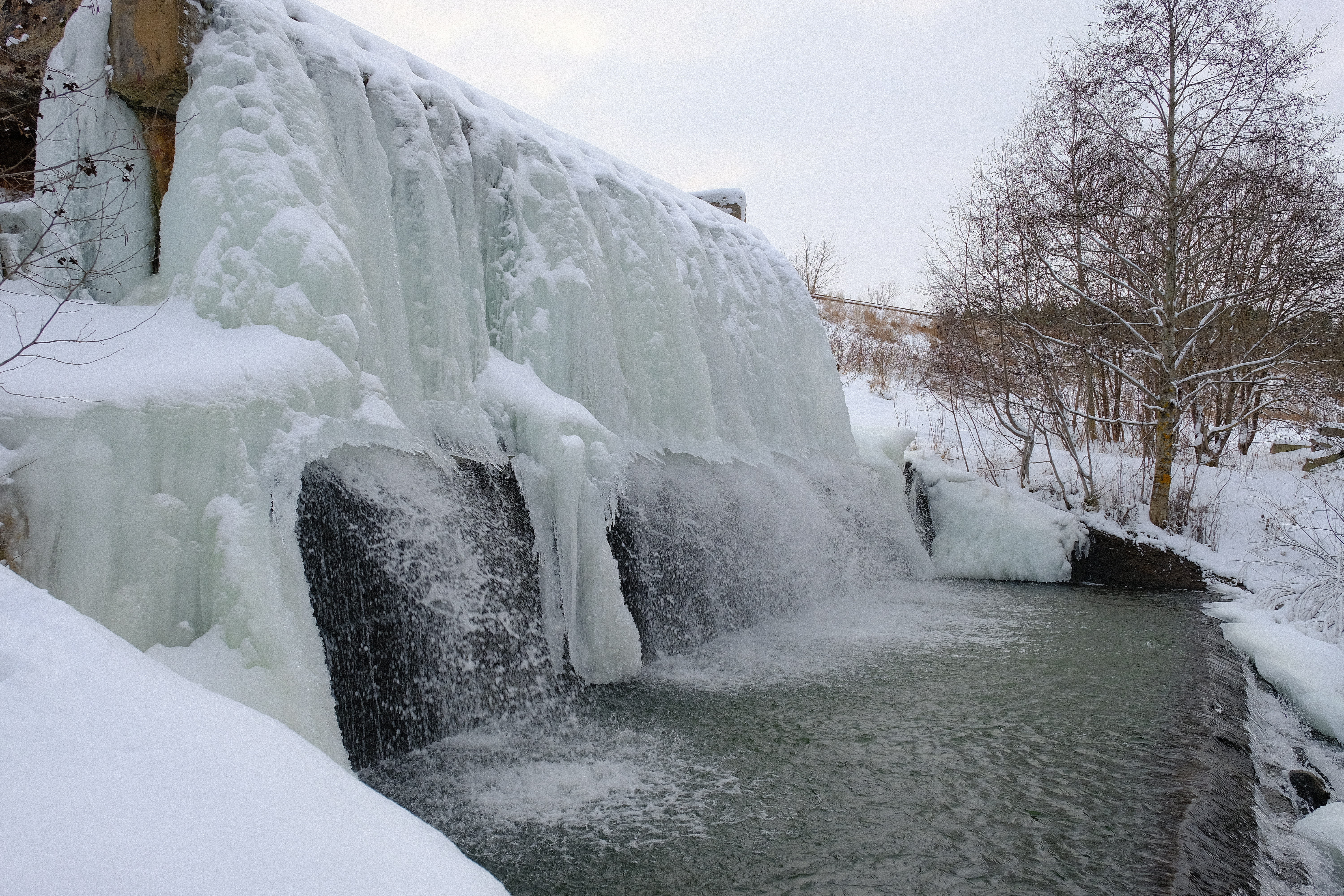
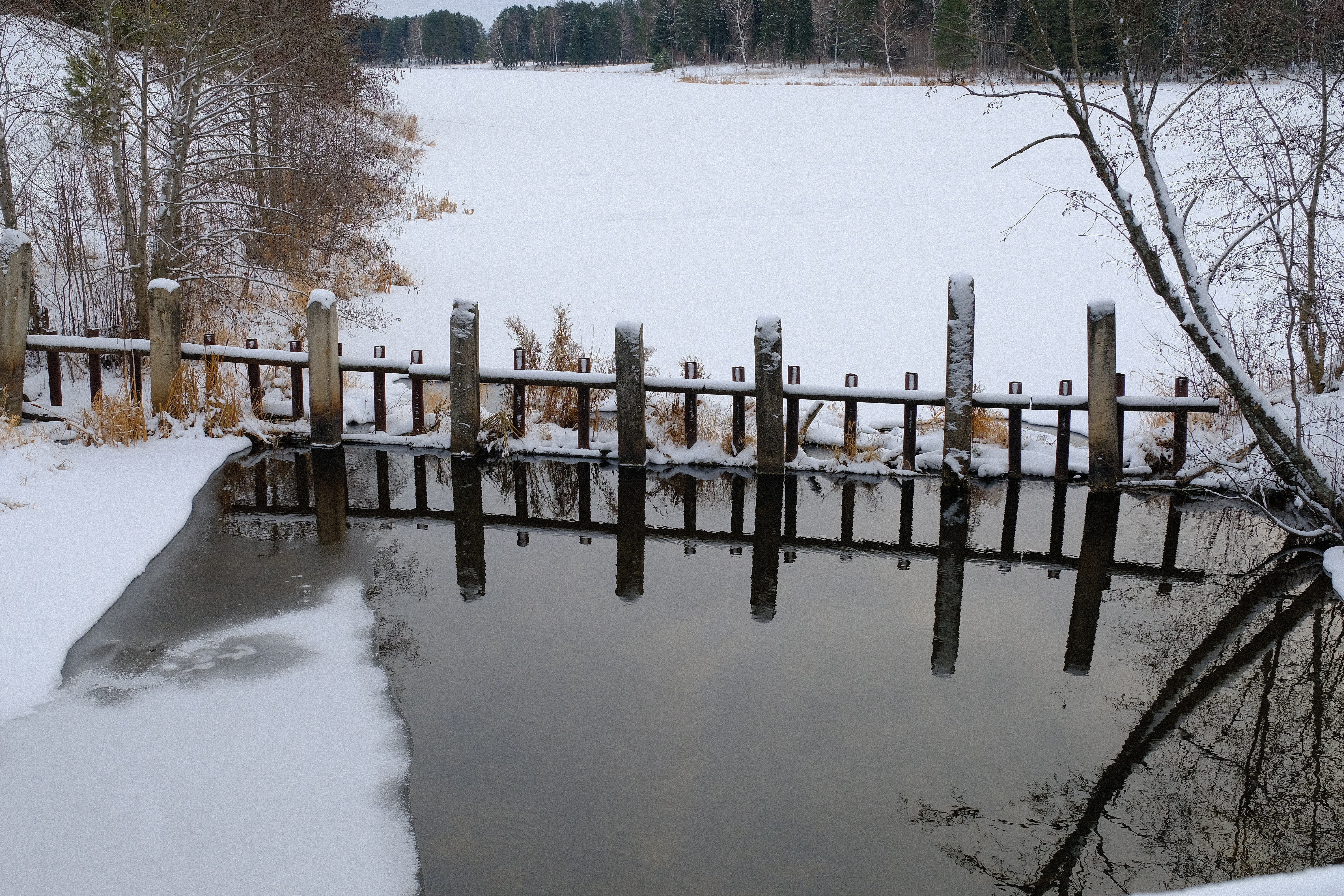
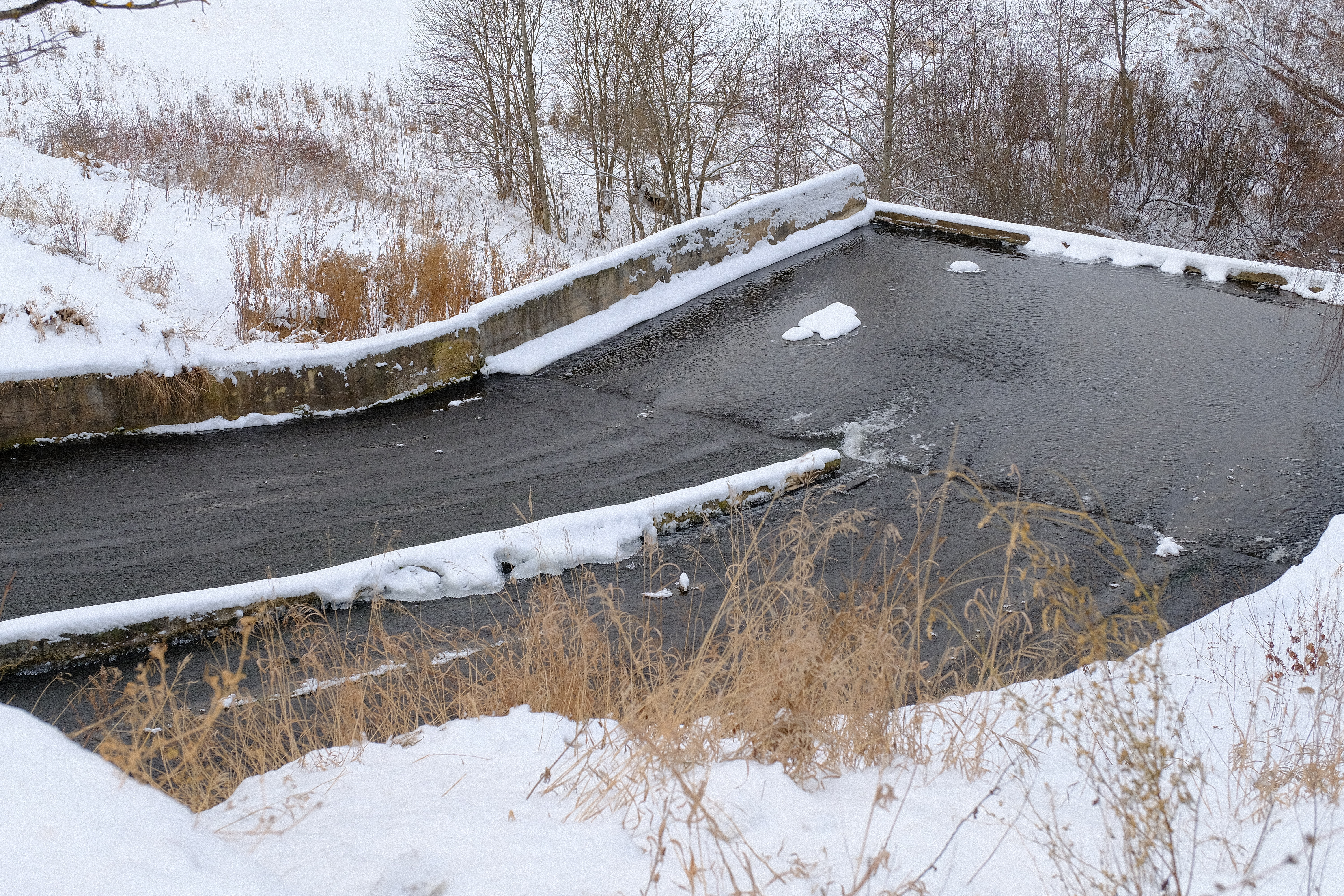